# Felino

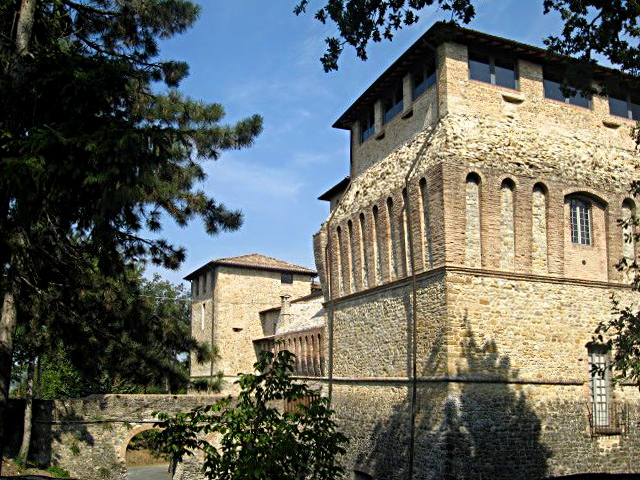
Castello di Felino

Felino ist eine italienische Gemeinde (comune) mit 9155 Einwohnern (Stand 31. Dezember 2023) in der Provinz Parma in der Emilia-Romagna. Die Gemeinde liegt etwa 13,5 Kilometer südwestlich von Parma an der Baganza, einem Nebenfluss des Parma als Zufluss des Po. Die Gemeinde ist Teil des Parco naturale regionale dei Boschi di Carrega.

## Geschichte
Historisch bedeutend ist die Befestigungsanlage Castello di Felino, deren Ursprung auf Grund der Bausubstanz im 9. Jahrhundert liegt. Die erste urkundliche Erwähnung des Castello datiert auf das Jahr 1140. Heute residiert in der Festungsanlage ein Salami-Museum (Museo del salame di Felino).

## Kirchen

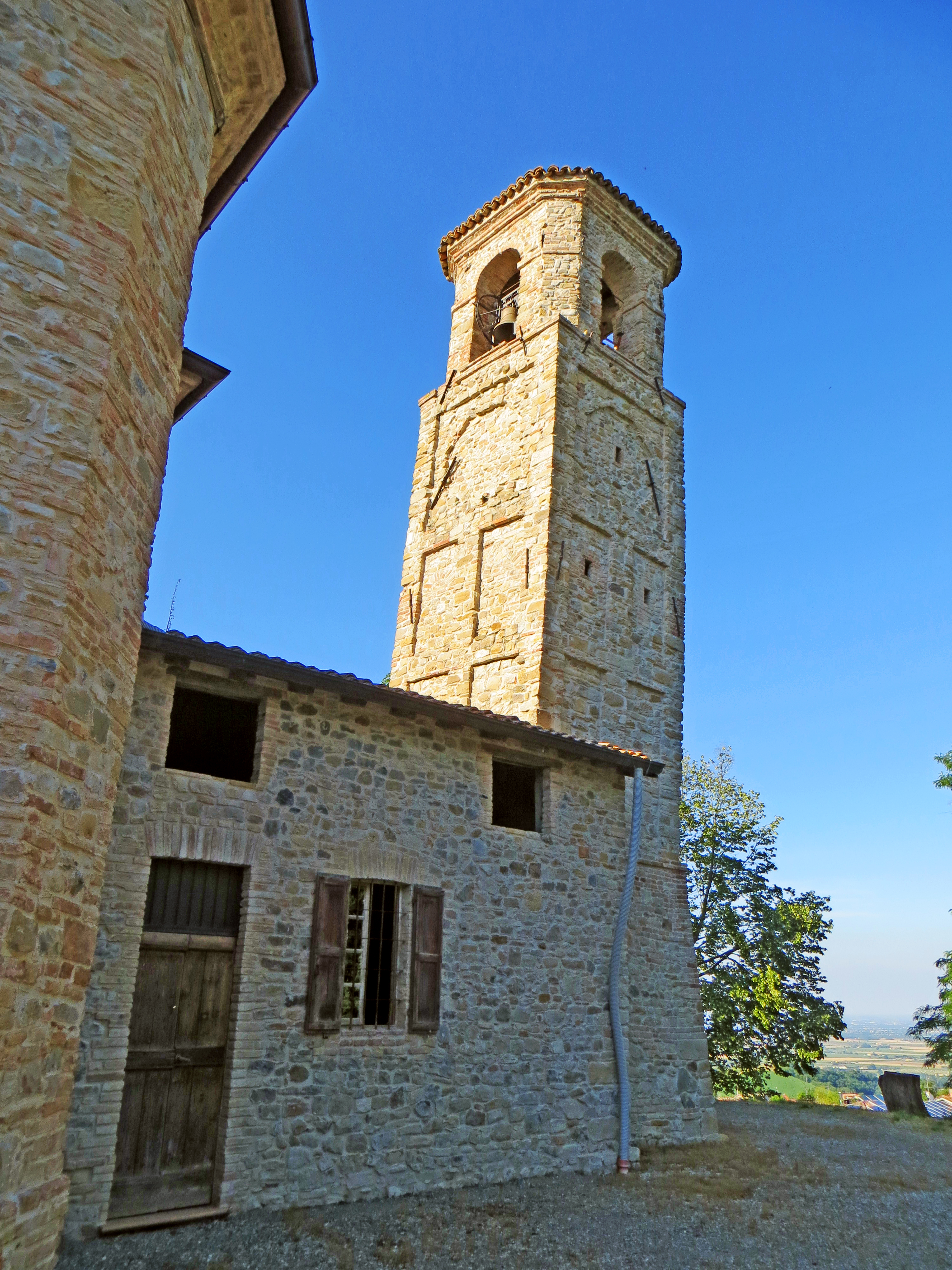
Sant'Antonino Martire
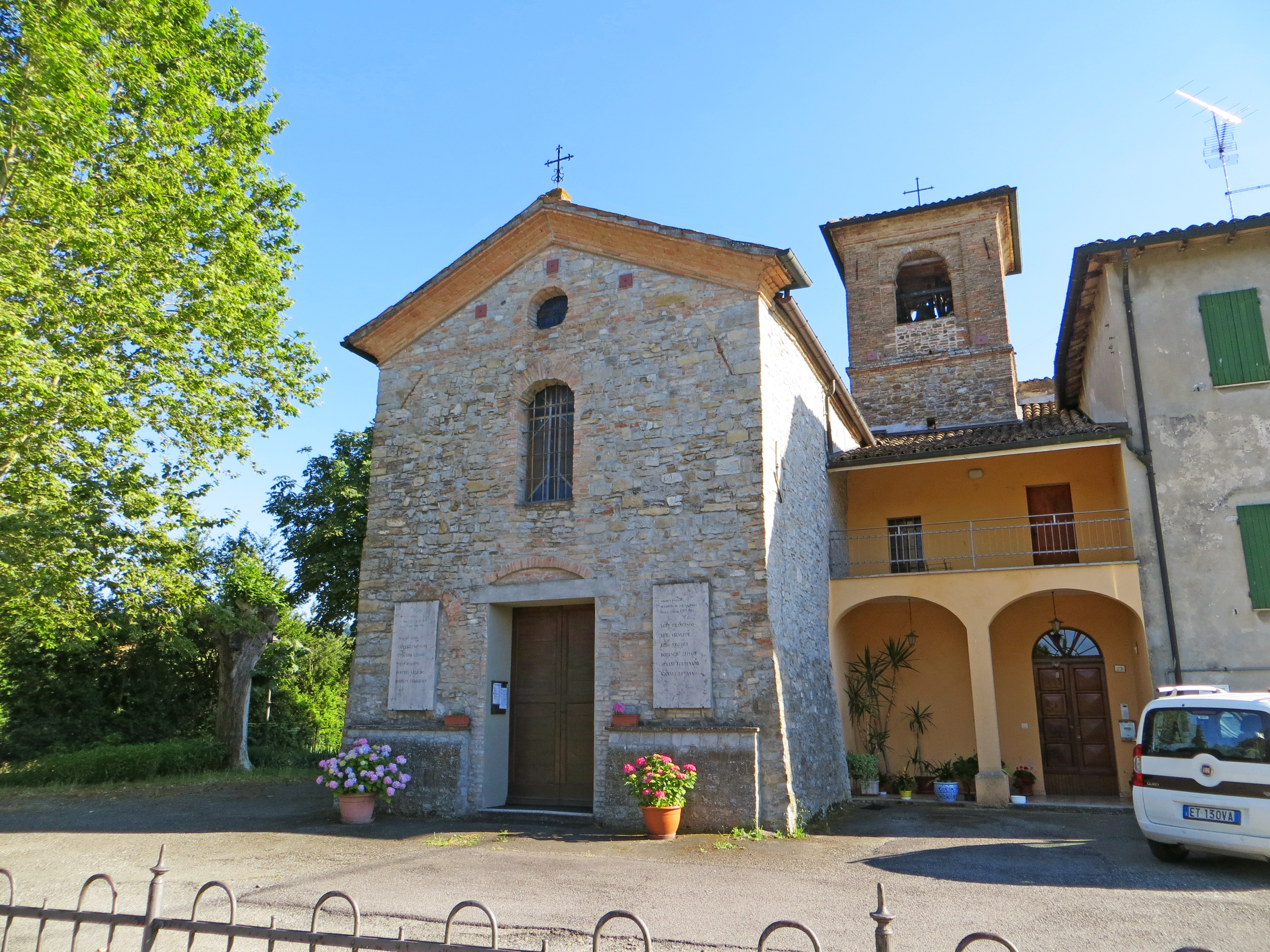
San Michele im Ortsteil San Michele Gatti
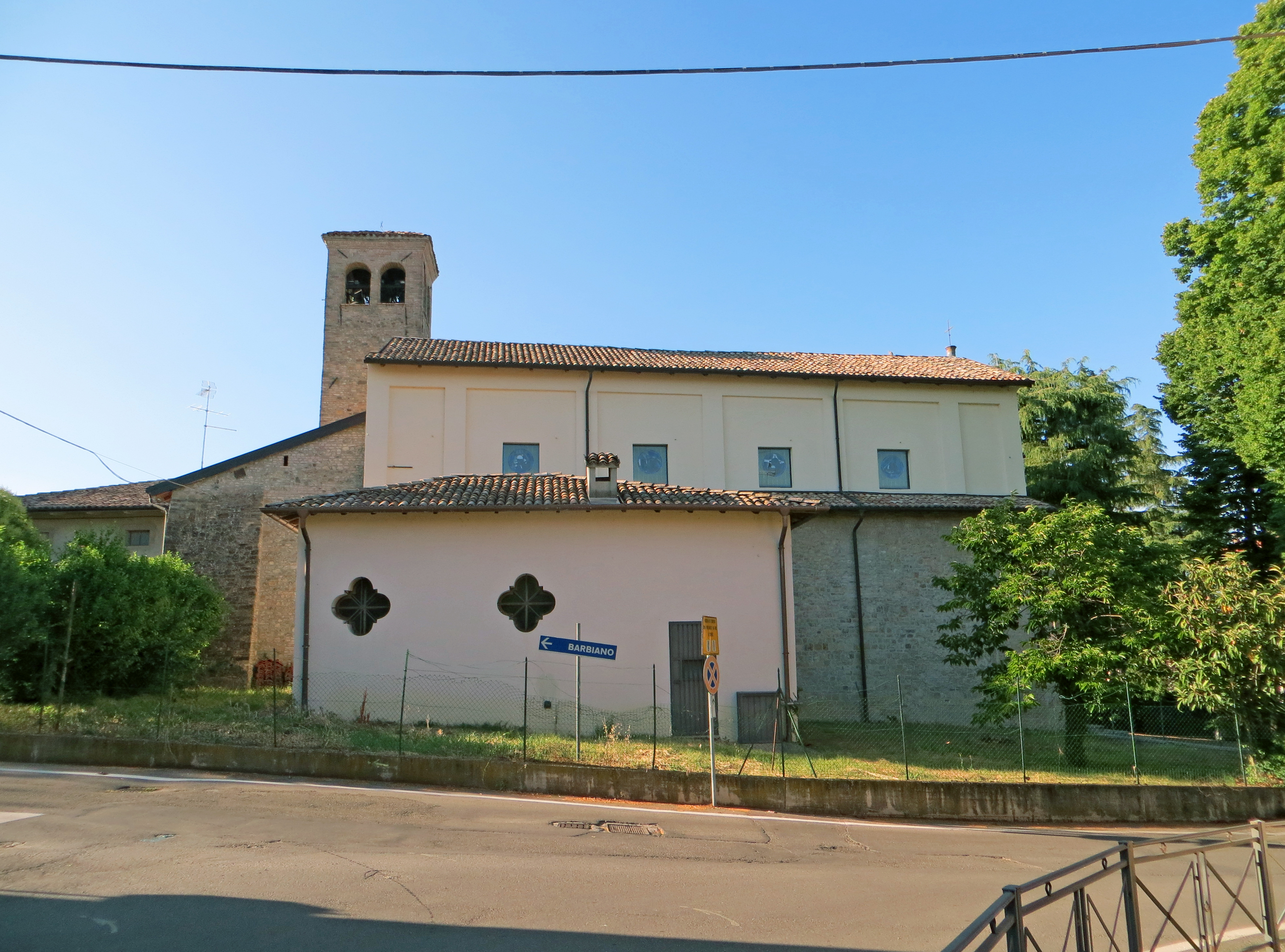
San Michele im Ortsteil San Michele Tiorre
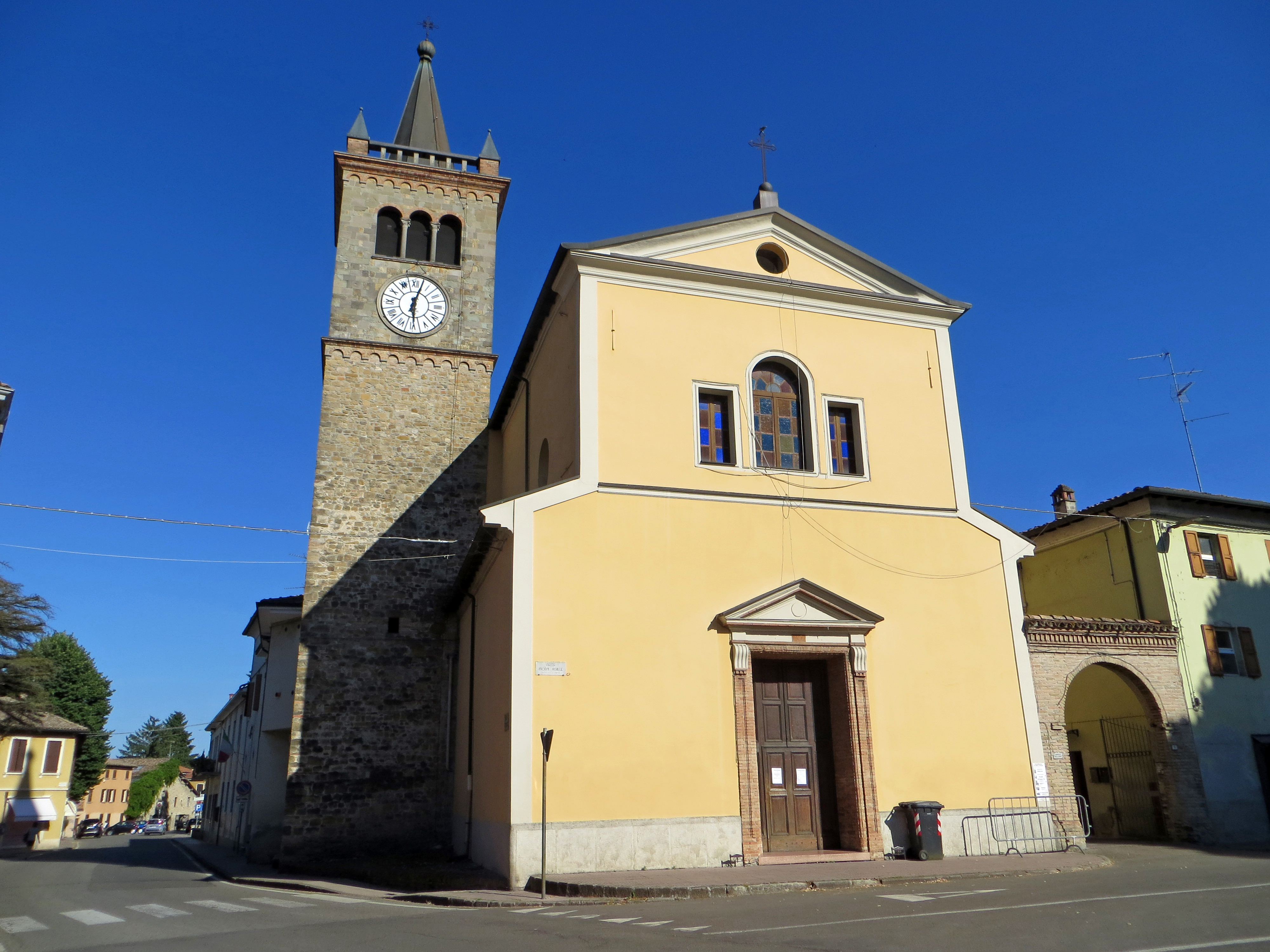
Purificazione della Beata Vergine Maria
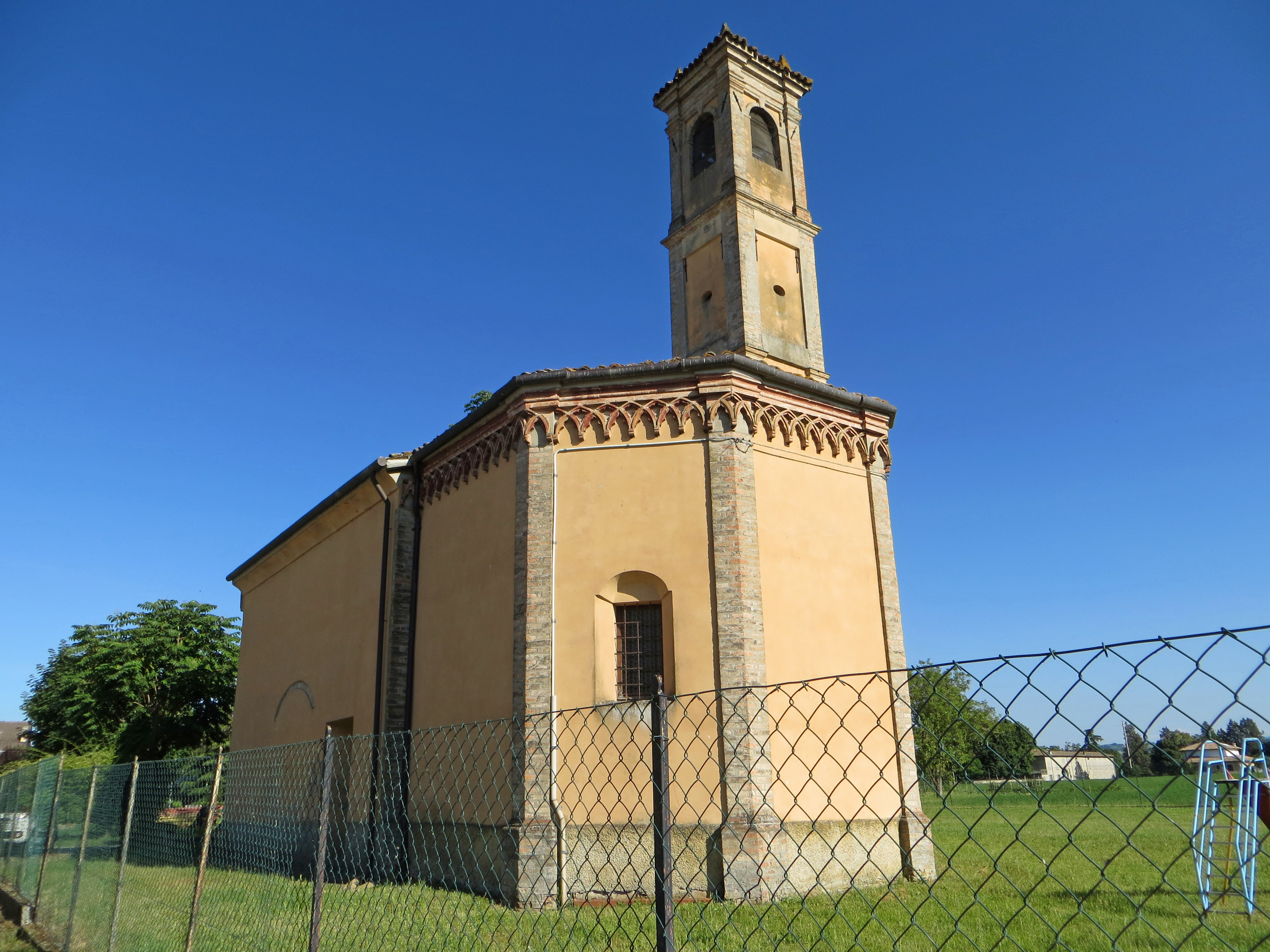
San Rocco
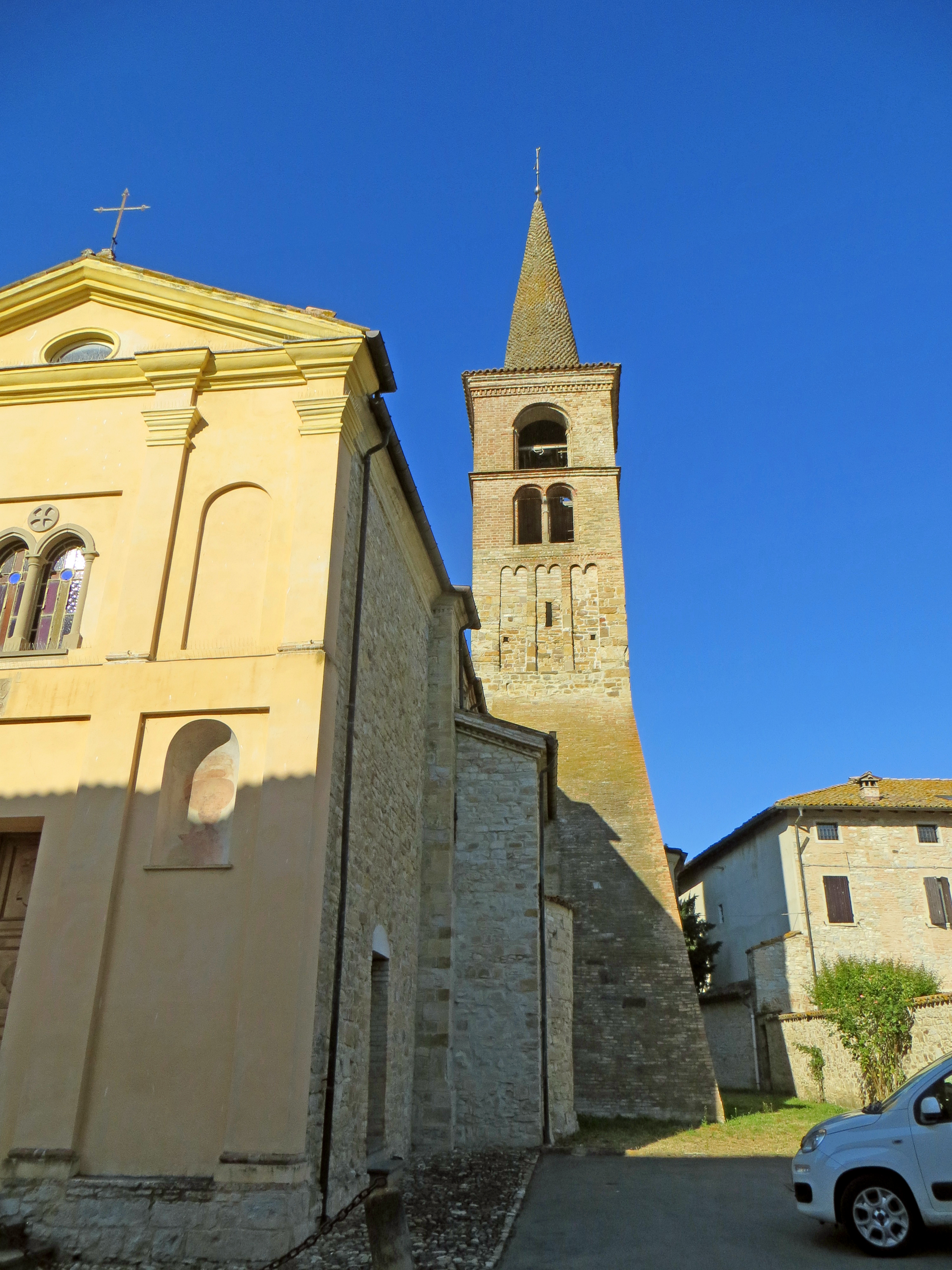
Sant'Ilario

## Gemeindepartnerschaften
Felino unterhält eine Partnerschaft mit der französischen Gemeinde Cumières im Département Marne.

## Wirtschaft und Verkehr
In Felino finden sich mehrere fleischverarbeitende Betriebe; unter anderem hat die Fiorucci SpA hier einen Produktionsstandort für Parmaschinken. Außerdem war die Gemeinde Namensgeber der Salame Felino.

## Sport
1991 war Felino Etappenort beim Giro d’Italia. 

## Persönlichkeiten
- Felinus Sandeus, mittelalterlicher Kirchenjurist und Bischof von Lucca